# Hilarographa sepidmarginata
Hilarographa sepidmarginata es una especie de polilla de la familia Tortricidae.
Fue descrita científicamente por Razowski & Wojtusiak ens 2011.